# Bremer Baumwollbörse

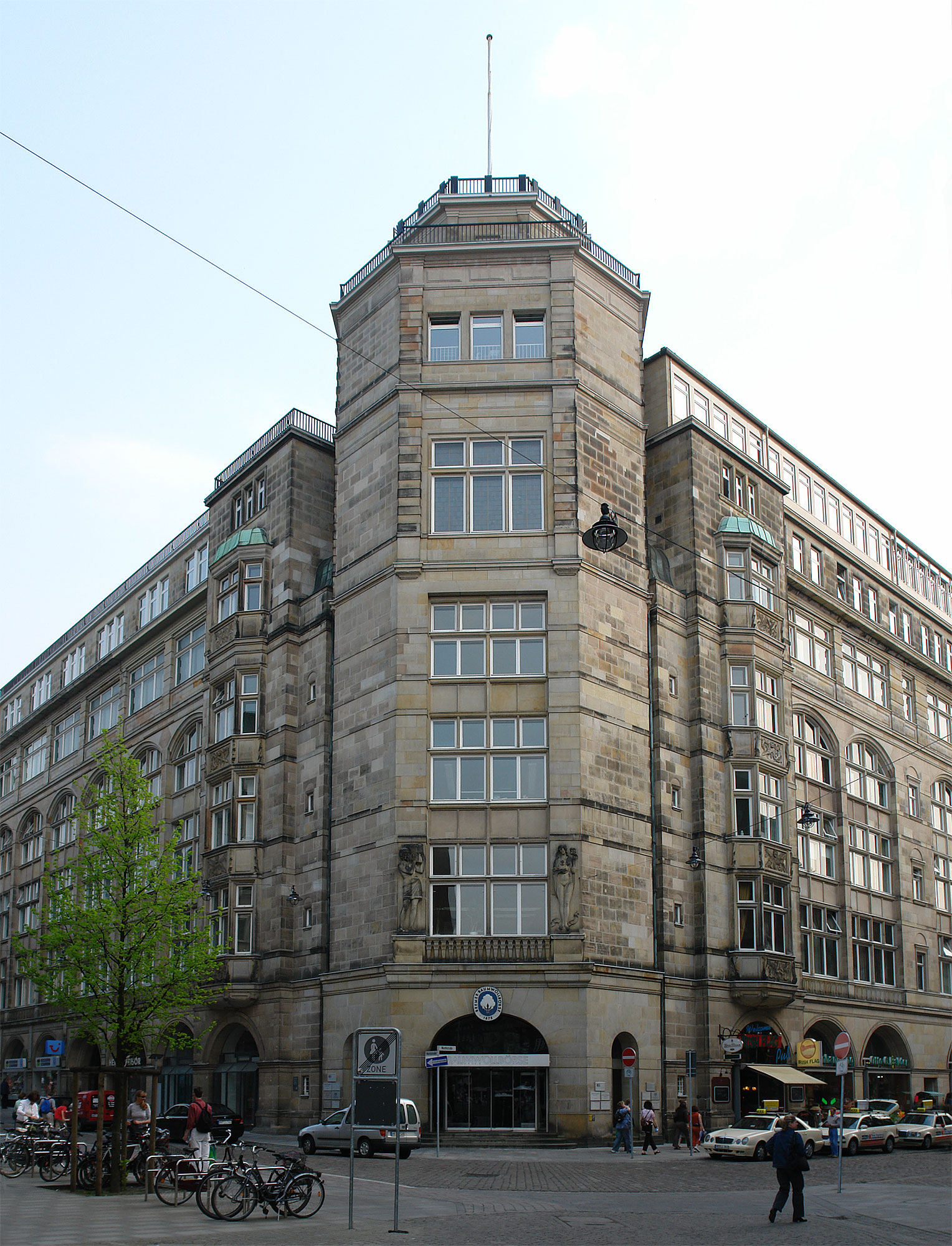
Baumwollbörse 2006

Die Bremer Baumwollbörse ist ein rechtsfähiger Verein, der die Wahrung und Förderung der Interessen aller am Baumwollhandel und an der Erstverarbeitung von Baumwolle Beteiligten zum Ziel hat. Das gleichnamige Gebäude, in dem der Verein seine Geschäftsräume hat, befindet sich in Bremen an der Südostecke des Marktplatzes.

## Der Verein

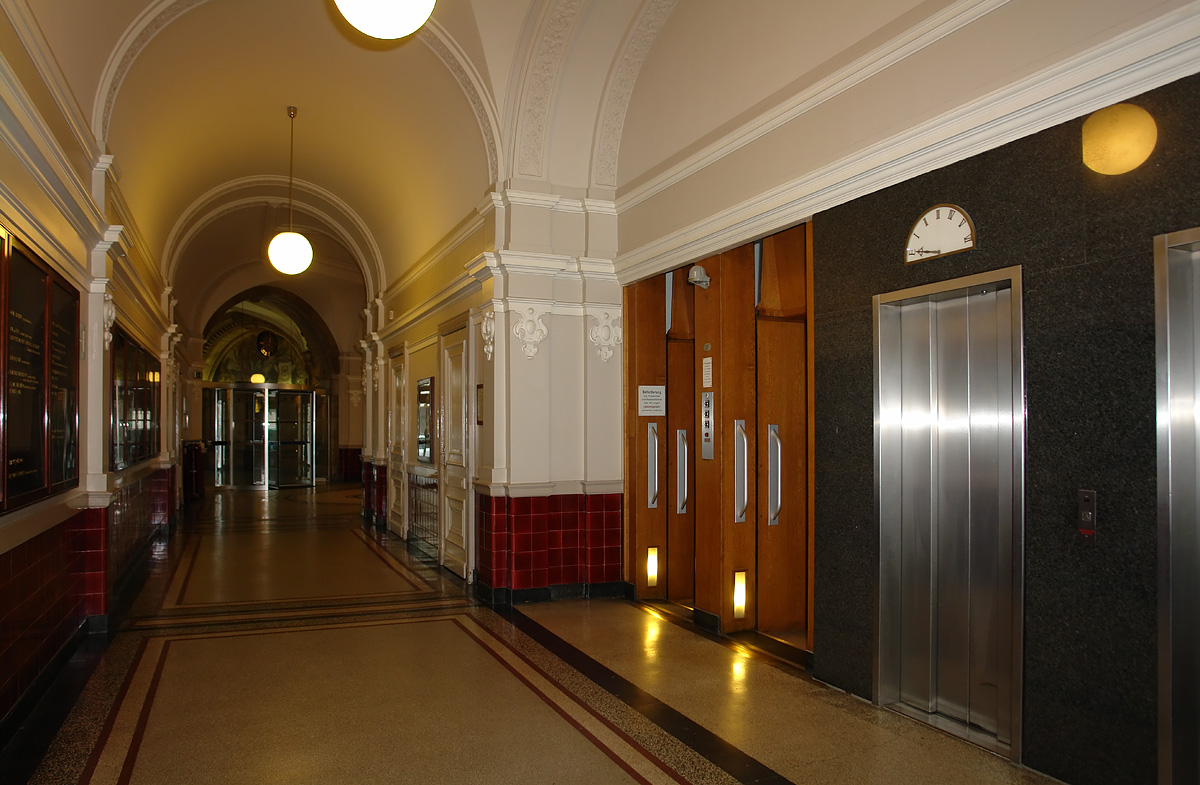
Flur im Erdgeschoss mit Aufzug und Paternosteraufzug

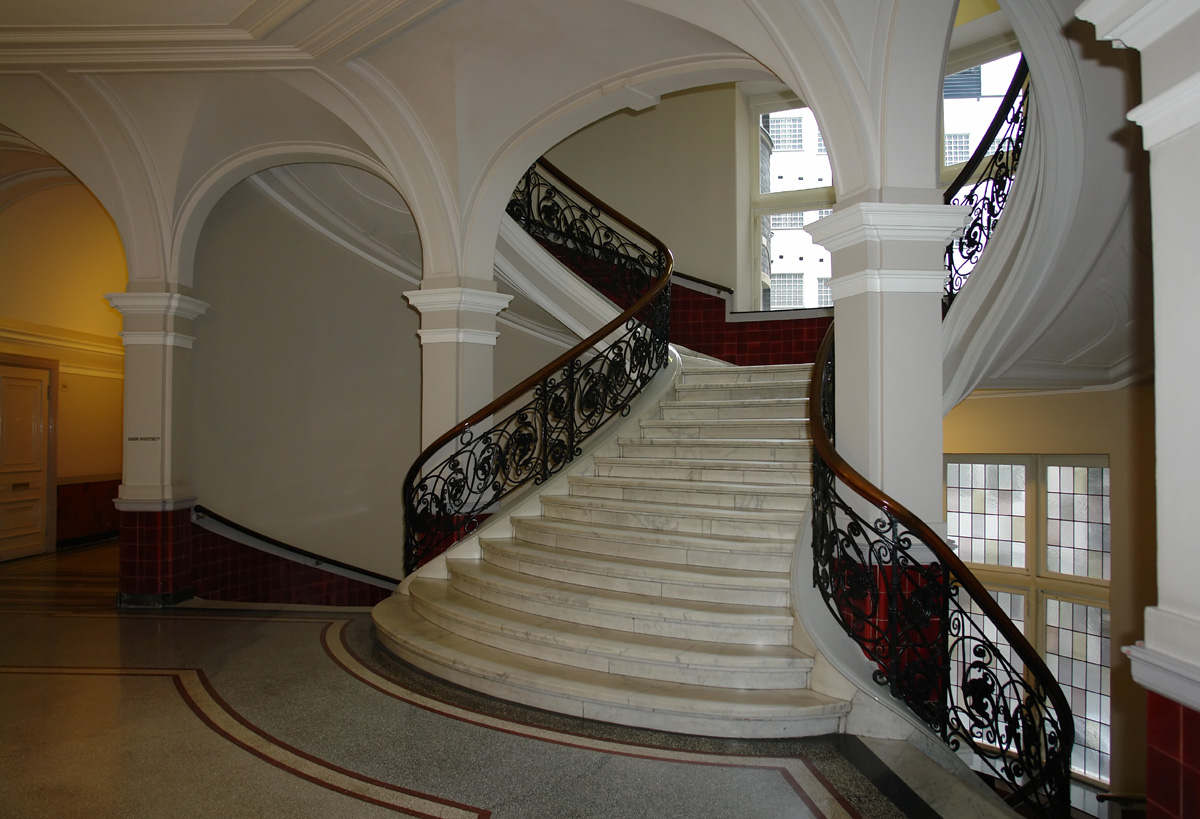
Treppenhaus

Die Bremer Baumwollbörse wurde 1872 als Komité für den Baumwollhandel durch Baumwollhändler und -makler gegründet, die über die bremischen Häfen Baumwolle aus Übersee importierten. 1889 verlieh der Senat der Freien Hansestadt Bremen dem Verein die Rechtsfähigkeit. Der Handel weitete sich mit der Industrialisierung der Textilverarbeitung rasch aus. Schon 1894 wurden in Bremen mehr als eine Million Ballen (etwa 217.700 Tonnen) Baumwolle angelandet. Das Importmaximum wurde 1912 mit 2,8 Millionen Ballen erreicht, kurz vor der Weltwirtschaftskrise 1927 waren es 2,6 Millionen Ballen.
Die Bremer Baumwollbörse veröffentlicht Allgemeine Geschäftsbedingungen – die Bedingungen der Bremer Baumwollbörse (früher: Baumwoll-Usancen) – für den Handel mit Baumwolle und Chemiefasern. Die Bedingungen der Bremer Baumwollbörse werden dem Großhandel mit Baumwolle im In- und Ausland nahezu durchgängig zugrunde gelegt. So ist ein einheitlicher Rechtsrahmen für den Baumwollhandel zwischen Staaten unterschiedlicher Rechtsordnungen geschaffen. Die Bedingungen enthalten Vorschriften für den Handel mit Rohbaumwolle, Baumwollabfällen und Linters, Chemiefasern und Fasermischungen. Im Einzelnen sind insbesondere Verfahren bei Qualitätsmängeln und Verfahren vor dem Schiedsgericht der Bremer Baumwollbörse geregelt. Bei einem Qualitätsmangel wird durch zwei beeidigte Klassierer in einem Arbitrageverfahren verbindlich über den etwaigen Minderwert der gelieferten Baumwolle entschieden. Die herkömmliche Klassierung von Baumwolle wird zunehmend durch instrumentelle Faserprüfung ergänzt und ersetzt. Die instrumentelle Faserprüfung wird vom Faserinstitut Bremen e. V. als Kooperationslabor der Bremer Baumwollbörse durchgeführt.
Die Bremer Baumwollbörse hat weltweit etwa 180 Mitglieder, darunter Baumwollhändler, Baumwollmakler, Banken, Reeder, Spediteure, Spinnereien und Versicherer. An vierzehn anderen Orten gibt es vergleichbare Organisationen, mit denen die Bremer Baumwollbörse sich zu einem internationalen Ausschuss zusammengeschlossen hat.
Die Bremer Baumwollbörse veranstaltet Seminare für angehende Kaufleute zum Thema Baumwolle. Gemeinsam mit dem Faserinstitut veranstaltet sie alle zwei Jahre die Internationale Baumwoll-Tagung. Sie publiziert einen Newsletter, den Bremen Cotton Report, in dem sie alle vierzehn Tage über den globalen Baumwollmarkt informiert und Statistiken und Marktanalysen veröffentlicht.
Zwischen 1914 und 1939 sowie zwischen 1956 und 1971 wurde außerdem an der Bremer Baumwollterminbörse mit Baumwolle gehandelt. Die Kontrakte umfassten – wie auch heute, wenngleich die Bremer Terminbörse geschlossen wurde – häufig eine Lieferverpflichtung mehrere Monate im Voraus. Die Preise für Baumwolle sind wie auch andere Rohstoffpreise starken Schwankungen unterworfen.

## Das Gebäude

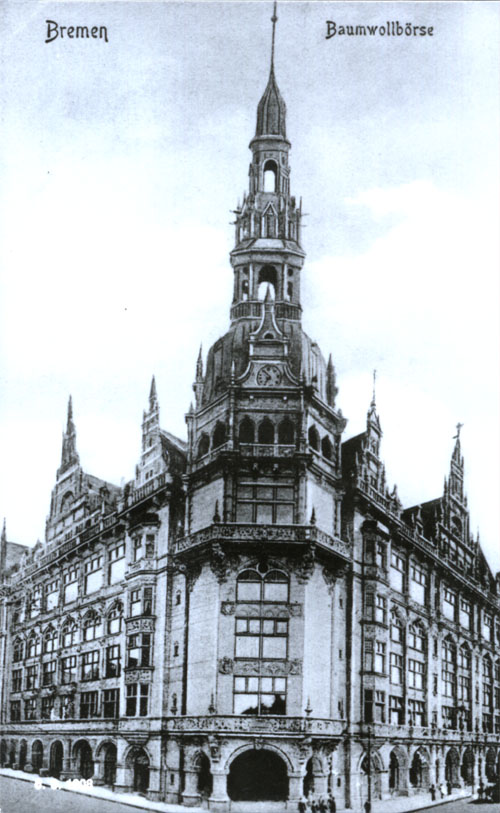
Baumwollbörse 1908

Das Gebäude der Bremer Baumwollbörse wurde zwischen 1900 und 1902 an der südöstlichen Ecke des Marktplatzes, zwischen Schütting und Neuer Börse, errichtet. Architekt war der Bremer Johann Georg Poppe (1837–1915), der den ausgelobten Wettbewerb vor Hermann Schaedtler aus Hannover und Karl Bollmann aus Bremen gewonnen hatte. Alle 54 Wettbewerbsbeiträge waren im Sommer 1898 im Kunstverein Bremen ausgestellt. Die Firma Boswau & Knauer, damals in Berlin und Bremen, zeichnete für den Bau und den Ausbau der Höfe verantwortlich. Mit den repräsentativen Stuckverzierungen fügte sich das Gebäude in das Stadtbild ein. Jedoch erwies sich das Material der Fassade bereits nach zehn Jahren als wenig witterungsbeständig. Die komplette Fassade wurde von 1922 bis 1924 durch Wesersandstein der Obernkirchener Sandsteinbrüche ersetzt. Die aufwändige Renovierung führte der Architekt Blendermann durch.
Durch Luftangriffe im Zweiten Weltkrieg wurde der hintere Teil des Gebäudes zerstört. Der große Keller des Hauses war zum Luftschutzbunker umgebaut. In das Gebäude war die Verwaltung der Atlas-Werke verlegt worden, nachdem das Werksgelände bei Luftangriffen stark zerstört worden war. Nach Kriegsende wurde der ebenfalls beschädigte Turm abgetragen und der Stuck abgeschlagen. 1961 errichtete man ein mehrgeschossiges Parkhaus anstelle des zerstörten hinteren Gebäudeteils. Dieses Parkhaus wurde 2002 erneuert und umgestaltet. An der Ecke Marktstraße/Balgebrückstraße wurden die Parkdecks zu Büroetagen umgebaut. Zwischen altem Gebäudeteil und Parkhaus setzten die Architekten eine kupfergrüne Zäsur, die den Unterschied beider Bauten verdeutlicht und zudem den Kontrast mildert.
Neben den Baumwollhändlern und dem Verband Bremer Baumwollbörse, für die das Gebäude ursprünglich errichtet worden war, haben sich heute zahlreiche Freiberufler in der Baumwollbörse angesiedelt. Das Gebäude steht unter Denkmalschutz. Die heutige Anschrift lautet Wachtstraße 17–24.

Haupteingang mit Lünettenmosaiken von Puhl & Wagner aus dem Jahr 1906